# Ackey

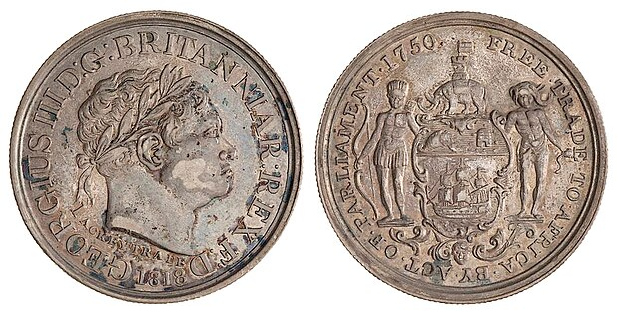
1 ackey z 1818 r.

Ackey – jednostka monetarna wprowadzona przez Anglię dla Złotego Wybrzeża, dzieląca się na 8 tackoe. Emitowana w 1796 r. w postaci srebrnych monet wielkości szylinga.